# Stazione di Merano-Maia Bassa
La stazione di Merano-Maia Bassa (in tedesco Bahnhof Meran-Untermais) è una fermata ferroviaria posta sulla linea Bolzano-Merano a servizio del quartiere di Maia Bassa della città di Merano.

## Storia
Fu completata nel 1881 per poi essere elettrificata nel 1934. All'inizio la gestione fu a carico della Bozen-Meraner Bahn, per poi passare, nel 1906 a carico della Kaiserlich-königliche österreichische Staatsbahnen e, a partire dal 1919, è gestita dalla RFI. 
Fino al 1938 era denominata semplicemente "Maia Bassa".

## Interscambi
Fra il 1906 e il 1950 era possibile l'interscambio con la tranvia Lana-Merano, i cui convogli fermavano nelle immediate adiacenze della stazione.